# Lions de Genève
O Lions de Genève, (em português:  Leões de Genebra) é um clube profissional de basquetebol situado na comuna de Genebra, Cantão de Genebra, Suíça que disputa atualmente a Ligue Nationale A. Fundado em 2010, manda seus jogos no Ginásio Poliesportivo Pommier.

## Temporada por temporada
| Temporada | Nivel | Liga | Pos.              | Res               | PO                | Resultado         | Copa de Suíça     | Competições Europeias | Competições Europeias | Competições Europeias |
| --------- | ----- | ---- | ----------------- | ----------------- | ----------------- | ----------------- | ----------------- | --------------------- | --------------------- | --------------------- |
| 2010-11   | 1     | LNA  | 3                 | 19-8              | 5-4               | Semifinalista     |                   |                       |                       |                       |
| 2011-12   | 1     | LNA  | 3                 | 18-6              | 8-5               | Finalista         |                   |                       |                       |                       |
| 2012-13   | 1     | LNA  | 1                 | 22-4              | 9-2               | Campeão           |                   |                       |                       |                       |
| 2013–14   | 1     | LNA  | 4                 | 15-13             | 1-3               | Semifinalista     | Campeão           | –                     | –                     | –                     |
| 2014–15   | 1     | LNA  | 1                 | 8-2               | 7-1               | Campeão           |                   | –                     | –                     | –                     |
| 2015–16   | 1     | LNA  | 2                 | 21-6              | 3-3               | Semifinalista     | Finalista         | –                     | –                     | –                     |
| 2016-17   | 1     | LNA  | 4                 | 15-10             | 8-6               | Finalista         | Campeão           | –                     | –                     | –                     |
| 2017-18   | 1     | LNA  | 2                 | 22-5              | 7-5               | Finalista         |                   | –                     | –                     | –                     |
| 2018-19   | 1     | SBL  | 2                 | 20-5              | 6-3               | Finalista         | Finalista         | –                     | –                     | –                     |
| 2019-20   | 1     | SBL  | Pandemia Covid-19 | Pandemia Covid-19 | Pandemia Covid-19 | Pandemia Covid-19 |                   | –                     | –                     | –                     |
| 2020-21   | 1     | SBL  | 1                 | 21-3              | 1-2               | Quartas de finais | Campeão           | –                     | –                     | –                     |
| 2021-22   | 1     | SBL  | 4                 | 14-13             | 4-3               | Semifinalista     | Oitavas de finais | –                     | –                     | –                     |
| 2022-23   | 1     | SBL  | 3                 | 19-11             | 3-3               | Semifinalista     | Quartas de finais | –                     | –                     | –                     |
| 2023-24   | 1     | SBL  | 4                 | 16-11             | 4-5               | Semifinalista     | Finalista         | –                     | –                     | –                     |
| 2024-25   | 1     | SBL  | 2                 | 21-3              | 9-3               | Campeão           | Campeão           | –                     | –                     | –                     |

## Títulos

### Copa da Suíça
- Campeão (5): 2003–04, 2013–14, 2016–17, 2020–21
- Finalista (3): 2016, 2019, 2024

### Ligue Nationale A
- Campeão (3): 2014, 2017, 2024-25
- Finalista (1): 2012

### Copa da Liga
- Campeão (5):2003–04, 2012–13, 2014–15, 2021